# U 504
U 504 war ein deutsches U-Boot vom Typ IX C, das im Zweiten Weltkrieg von der Kriegsmarine eingesetzt wurde.

## Bau und Indienststellung
Das Boot wurde am 29. April 1940 bei der Deutschen Werft in Hamburg auf Kiel gelegt. Die Deutsche Werft baute die Boote dieses Typs als Nachbauwerft der Deschimag AG Weser, die bis dahin mit dem Bau dieser Boote beauftragt war. Am 24. April 1941 lief das U-Boot vom Stapel und am 30. Juli 1941 wurde es mit 53 Mann Besatzung unter dem Kommando von Korvettenkapitän Fritz Poske in Dienst gestellt.

## Einsatzgeschichte
U 504 unternahm sieben Feindfahrten, auf denen 15 Schiffe versenkt wurden, ein weiteres – der amerikanische Dampfer Anne Hutchinson – wurde als Totalverlust eingestuft (Gesamttonnage der 16 Schiffe: 85.299 BRT).

### Erste Unternehmung
- U 504 verließ Kiel am 6. Januar 1942 und erreichte Lorient, Frankreich, am 20. Januar.[2] Es wurden keine Schiffe versenkt.

### Zweite Unternehmung
Das Boot lief am 25. Januar aus Lorient aus. Als Einsatzgebiet war der Westatlantik, insbesondere die Ostküste der USA vorgesehen. Am 1. April kehrte U 504 nach Lorient zurück. Auf dieser Fahrt versenkte Kommandant Poske vier Schiffe.
- 22. Februar 1942: Versenkung der US-amerikanischen Republic (5.287 BRT) (Lage)
- 23. Februar 1942: Versenkung der US-amerikanischen WD Anderson (10.227 BRT) (Lage)
- 26. Februar 1942: Versenkung der niederländischen Mamura (8.245 BRT) (Lage)
- 16. März 1942: Versenkung der britischen Stangarth (2.802 BRT; im Konvoi OS-20 fahrend) (Lage)

### Dritte Unternehmung
Der dritte Einsatz von U 504 dauerte vom 2. Mai bis zum 7. Juli 1942. Auf dieser Unternehmung versenkte Kommandant Poske sechs Schiffe.
- 29. Mai 1942: Versenkung der britischen Allister (1.597 BRT)
- 8. Juni 1942: Versenkung der britischen Rosenborg (1.512 BRT) (Lage)
- 8. Juni 1942: Versenkung der honduranischen Tela (3.901 BRT) (Lage)
- 11. Juni 1942: Versenkung der niederländischen Crijnssen (4.282 BRT) (Lage)
- 11. Juni 1942: Versenkung der US-amerikanischen American (4.846 BRT) (Lage)
- 14. Juni 1942: Versenkung der lettischen Regent (3.280 BRT) (Lage)

### Vierte Unternehmung
Am 19. August lief U 504 von Lorient aus und kehrte, nach einer Patrouille im Südatlantik am 11. Dezember zurück. Auf dieser Unternehmung versenkte Kommandant Poske fünf Schiffe und beschädigte eines so schwer, dass es zwar den Hafen erreichte, aber später aufgegeben werden musste.
- 17. Oktober 1942: Versenkung der britischen Empire Chaucer (5.970 BRT) (Lage)
- 23. Oktober 1942: Versenkung der britischen City of Johannesburg (5.669 BRT) (Lage)
- 26. Oktober 1942: Fatale Beschädigung der US-amerikanischen Anne Hutchinson (7.176 BRT) (Lage)
- 31. Oktober 1942: Versenkung der britischen Reynolds (5.113 BRT) (Lage)
- 31. Oktober 1942: Versenkung der britischen Empire Guidon (7.041 BRT) (Lage)
- 3. November 1942: Versenkung der brasilianischen Porto Alegre (5.187 BRT) (Lage)

### Fünfte und sechste Unternehmung
Am 19. Januar 1943 lief U 504 zu einer ersten Feindfahrt unter dem Kommando von Wilhelm Luis aus. Das Boot kehrte am 24. März nach Lorient zurück, ohne Versenkungen erzielt zu haben. Am 21. April lief es erneut zu einer weiteren erfolglosen Unternehmung im mittleren Atlantik aus. Bei der Rückkehr nach Frankreich lief das Boot in Bordeaux ein.
- Keine Versenkungen.

### Versenkung
Während der siebenten Unternehmung wurde U 504 am 30. Juli 1943 ca. 170 Seemeilen (310 km) nordwestlich von Kap Ortegal um 15:43 Uhr durch Wasserbomben der britischen Sloops Kite, Woodpecker, Wren und Wild Goose unter dem Kommando von Frederic John Walker auf der Position 45° 33′ N, 10° 56′ W versenkt. Alle 53 Besatzungsmitglieder fanden dabei den Tod.